# Trachemys gaigeae
Trachemys gaigeae är en sköldpaddsart som beskrevs av Hartweg 1939. Trachemys gaigeae ingår i släktet Trachemys och familjen kärrsköldpaddor. IUCN kategoriserar arten globalt som sårbar.
Arten förekommer från Texas och New Mexico (USA) till centrala Mexiko. Den vistas främst i pölar och lugna vikar av floder.

## Underarter
Arten delas in i följande underarter:
- T. g. gaigeae
- T. g. hartwegi